# Helicopsyche chilensis
Helicopsyche chilensis là một loài Trichoptera trong họ Helicopsychidae. Chúng phân bố ở vùng Tân nhiệt đới.